# Insenborn
Insenborn (en luxemburguès: Ënsber; en alemany: Insenborn) és una vila i capital de la comuna d'Esch-sur-Sûre situada al districte de Diekirch del cantó de Wiltz. Està a uns 37 km de distància de la ciutat de Luxemburg.

## Història
Insenborn era una vila de la comuna de Neunhausen fins a la fusió formal d'aquesta última amb Esch-sur-Sûre l'1 de gener de 2012.